# 中山由衣
中山 由衣（なかやま ゆい、1991年 - ）は、日本の実業家、プロデューサー。株式会社これポチ代表取締役、および株式会社シー・カラー取締役。モバイル飲食事業「たすはち+8」を主宰し、特許取得の革新的なLEDキッチンカー経営を通じて短期間で年商1億円超を達成。また、テレビ連動型ECアプリ「これポチ」の開発や、映画・メタバース事業にも進出するなど、多領域でのプロデュースを手がけている。 

## 経歴
- 2016年 - 株式会社シー・カラーを設立。
- 2019年 - キッチンカーによる飲食ブランド「たすはち+8」を立ち上げ、独自の鉄板グルメとスイーツでSNSを中心に話題を呼ぶ。
- 2022年 - 特許取得済の大型LED搭載キッチンカーを活用したマーケティングで、多数のアニメ・アーティストとコラボを展開。
- 2018年 - 株式会社これポチを設立。
- 2019年 - 株式型のクラウドファンディング「FUNDINNO」にて3,190万円を調達。
- 2023年 - 日本初のテレビ連動型ECアプリ「これポチ」を企画・プロデュース。リアルタイム視聴と購買を連動させた新たなテレビ×EC体験を実現。
- 2023年 - 映画『TOKYO, I LOVE YOU』を初プロデュースし、国内外の映画賞を受賞。東京タワーの公式メタバース「バーチャル東京タワー」のプロデュースも手掛ける。
- 2024年 - キッチンカー起業支援「Kitchen Car Academy」設立。「キッチンカーアイドル」のプロデュースをはじめ、女性のセカンドキャリア創出にも注力。

## 主な事業
- これポチ - テレビ連動型のECアプリ。放送中に商品をワンタップで購入できる仕組みを提供。
- たすはち+8 - キッチンカーをベースにしたグルメブランド。デカ盛りかき氷「デカップ」でSNSバズを獲得。
- Kitchen Car Academy - キッチンカー起業支援プログラム。実技から経営までを体系的に学べる。
- LIVER OFFICE 88 - ライブ配信者の育成・マネジメント機関。アイドル、俳優、起業家など部門別で展開。

## 受賞・評価
- 『TOKYO, I LOVE YOU』：世界各国の映画祭にて複数受賞
- メディア出演やビジネス系セミナーなどでも多数登壇